# Готфрид IV фон Хоенлое-Вайкерсхайм
Готфрид IV фон Хоенлое-Вайкерсхайм (на немски: Gottfried IV von Hohenlohe-Weikersheim; * ок. 1440; † 4 октомври 1497) е граф на Хоенлое-Шилингсфюрст-Вайкерсхайм.

## Произход
Той е най-възрастният син на граф Крафт V фон Хоенлое-Вайкерсхайм († 1472) и на Маргарета фон Йотинген († 1472), дъщеря на граф Фридрих III фон Йотинген († 1423) и херцогиня Еуфемия фон фон Силезия-Мюнстерберг († 1447). По баща е внук на Албрехт I фон Хоенлое-Вайкерсхайм († 1429) и на Елизабет фон Ханау († 1475). Брат е на граф Крафт VI († 1503).

## Фамилия
Готфрид IV се жени 1478 г. за Хиполита фон Вилхермсдорф. Те имат децата:
- Йохан фон Хоенлое-Шилингсфюрст-Вайкерсхайм († 1509), женен на 14 ноември 1491 г. за Елизабет фон Лойхтенберг († 1516), дъщеря на ландграф Фридрих IV фон Лойхтенберг († 1487) и Доротея фон Ринек († 1503)
- Томас († 1482)
- Амалия († 1511), омъжена 1507 г. за Хартман фон Лихтенщайн-Фелдсберг († 1539), син на Георг V фон Лихтенщайн-Николсбург († 1484)
- Магдалена, монахиня в Хоф 1491
- Анна († 1527), абатиса в Лихтенщерн
- Урсула († 1522), монахиня в Лихтенщерн